# Thamnophis fulvus
Thamnophis fulvus — вид змій родини вужеві (Colubridae). Інша назва: підв'язкова змія нагірна.

## Поширення
Цей вид є зустрічається на південному сході Мексики, у Сальвадорі,  Гватемалі та Гондурасі.

## Спосіб життя
Його природним середовищем проживання є соснові, дубові ліси, тропічні дощові ліси, гірські болота і скелясті місцевості. Також поселяється у вторинних лісах і плантаціях, колонізує штучні водойми. Це наземна або напівводяна змія, яка живиться, в основному, амфібіями.